# Aya Sameshima
Aya Sameshima és una lateral i centrecampista esquerra de futbol amb 68 internacionalitats i 4 gols pel Japó. Ha estat campiona del món i subcampiona olímpica amb la selecció.

## Trajectòria
| Temporades  | Lliga             | Club              | P  | G  | Actualitzat |
| ----------- | ----------------- | ----------------- | -- | -- | ----------- |
| 2003 - 2005 | D?                | Tokiwagi Gakuen   |    |    |             |
| 2006 - 2011 | D1/D2             | TEPCO Mareeze     | 98 | 18 |             |
| 11/12       | D1                | Montpellier HSC   | 18 | 0  |             |
| 2012 - 2014 | D1                | Vegalta Sendai    | 21 | 03 |             |
| 2014        | D1                | Houston Dash      | 0  | 0  |             |
| 2015 - act. | D1                | Kobe Leonessa     | 38 | 01 | 29/11/2016  |
|             |                   |                   |    |    |             |
| 2008 - act. | Selecció absoluta | Selecció absoluta | 72 | 04 | 29/11/2015  |

## Palmarès
| Títols — Seleccions nacionals            |
| 1 Mundial                                |
| 0 1 Jocs Asiàtics                        |
| 0 1 Campionat de l'Est Asiàtic           |
| Títols — Clubs                           |
| 1 Copa                                   |
| Reconeixements — Premis                  |
|                                          |
| Reconeixements — Seleccions de jugadores |
|                                          |